# Achaebana insularis
Achaebana insularis är en insektsart som först beskrevs av Frederick Arthur Godfrey Muir 1925.  Achaebana insularis ingår i släktet Achaebana och familjen kilstritar. Inga underarter finns listade i Catalogue of Life.